# Danh sách di sản văn hóa Tây Ban Nha được quan tâm ở hạt Segarra (tỉnh Lérida)
Danh sách di sản văn hóa Tây Ban Nha được quan tâm ở hạt Segarra (tỉnh Lérida).

## Di tích theo thành phố

### B

#### Biosca
| Tên               | Dạng            | Địa điểm         | Tọa độ                                        | Số hồ sơ tham khảo? | Ngày nhận danh hiệu? | Hình ảnh                             |
| ----------------- | --------------- | ---------------- | --------------------------------------------- | ------------------- | -------------------- | ------------------------------------ |
| Lâu đài Biosca    | Di tích Lâu đài | Biosca           | 41°50′35″B 1°21′34″Đ / 41,843072°B 1,359453°Đ | RI-51-0006281       | 08-11-1988           | Castillo de Biosca · Upload image    |
| Lâu đài Lloberola | Di tích Lâu đài | Biosca Lloberola | 41°53′21″B 1°21′45″Đ / 41,889095°B 1,36263°Đ  | RI-51-0006282       | 08-11-1988           | Castillo de Lloberola · Upload image |

### C

#### Cervera
| Tên                              | Dạng                                            | Địa điểm                      | Tọa độ                                        | Số hồ sơ tham khảo? | Ngày nhận danh hiệu? | Hình ảnh                                      |
| -------------------------------- | ----------------------------------------------- | ----------------------------- | --------------------------------------------- | ------------------- | -------------------- | --------------------------------------------- |
| Lâu đài Castellnou               | Di tích Lâu đài                                 | Cervera Castellnou de Olugués | 41°42′11″B 1°17′55″Đ / 41,70312°B 1,298481°Đ  | RI-51-0006304       | 08-11-1988           | Castillo de Castellnou · Upload image         |
| Lâu đài Cervera                  | Di tích Lâu đài                                 | Cervera                       |                                               | RI-51-0006302       | 08-11-1988           | Castillo de Cervera · Upload image            |
| Lâu đài Prenyanosa               | Di tích Lâu đài                                 | Cervera                       | 41°42′42″B 1°17′22″Đ / 41,711796°B 1,289357°Đ | RI-51-0006306       | 08-11-1988           | Castillo de la Prenyanosa · Upload image      |
| Lâu đài Malgrat                  | Di tích Lâu đài                                 | Cervera                       | 41°42′35″B 1°18′05″Đ / 41,709693°B 1,301317°Đ | RI-51-0006305       | 08-11-1988           | Castillo de Malgrat · Upload image            |
| Tòa nhà Ayuntamiento (Nhà Villa) | Di tích Cung điện                               | Cervera                       | 41°39′56″B 1°16′15″Đ / 41,665557°B 1,270955°Đ | RI-51-0011132       | 01-08-2003           | Edificio del Ayuntamiento · Upload image      |
| Nhà thờ Santa María (Cervera)    | Di tích Kiến trúc tôn giáo Thời gian: Thế kỷ 11 | Cervera                       | 41°39′55″B 1°16′15″Đ / 41,665344°B 1,270774°Đ | RI-51-0000696       | 03-06-1931           | Iglesia de Santa María · Upload image         |
| Nhà thờ Sant Pere Gros (Cervera) | Di tích Nhà thờ                                 | Cervera                       | 41°39′39″B 1°15′45″Đ / 41,660875°B 1,262463°Đ | RI-51-0011061       | 11-11-2003           | Iglesia de San Pedro el Grande · Upload image |
| Harinera                         | Di tích Kiến trúc công nghiệp                   | Cervera                       | 41°40′31″B 1°16′34″Đ / 41,675277°B 1,27609°Đ  | RI-51-0010776       | 30-07-2002           | La Harinera · Upload image                    |
| Tường thành và torres Cervera    | Di tích Tường thành                             | Cervera                       | 41°40′05″B 1°16′22″Đ / 41,668138°B 1,272681°Đ | RI-51-0006303       | 08-11-1988           | Murallas y torres de Cervera · Upload image   |
| Núcleo Antiguo Cervera           | Lịch sử và nghệ thuật                           | Cervera                       | 41°40′15″B 1°16′22″Đ / 41,670708°B 1,272881°Đ | RI-53-0000427       | 25-11-1991           | Núcleo Antiguo de Cervera · Upload image      |
| Đại học Cervera                  | Di tích Universidad                             | Cervera                       | 41°40′14″B 1°16′28″Đ / 41,670657°B 1,274318°Đ | RI-51-0001209       | 07-11-1947           | Universidad de Cervera · Upload image         |

### E

#### Els Plans de Sió
| Tên                                             | Dạng                | Địa điểm                   | Tọa độ                                        | Số hồ sơ tham khảo? | Ngày nhận danh hiệu? | Hình ảnh                                           |
| ----------------------------------------------- | ------------------- | -------------------------- | --------------------------------------------- | ------------------- | -------------------- | -------------------------------------------------- |
| Lâu đài Arango                                  | Di tích Lâu đài     | Els Plans de Sió           | 41°42′20″B 1°13′05″Đ / 41,705624°B 1,218134°Đ | RI-51-0006431       | 08-11-1988           | Castillo de Arango · Upload image                  |
| Lâu đài Concabella                              | Di tích Lâu đài     | Els Plans de Sió           | 41°45′06″B 1°14′06″Đ / 41,751546°B 1,234929°Đ | RI-51-0006434       | 08-11-1988           | Castillo de Concabella · Upload image              |
| Lâu đài Pallargues                              | Di tích Lâu đài     | Els Plans de Sió           | 41°45′45″B 1°11′51″Đ / 41,762528°B 1,197458°Đ | RI-51-0006433       | 08-11-1988           | Castillo de los Pallargues · Upload image          |
| Lâu đài Ratera                                  | Di tích Lâu đài     | Els Plans de Sió           | 41°45′02″B 1°13′28″Đ / 41,750622°B 1,224324°Đ | RI-51-0006435       | 08-11-1988           | Castillo Molino de Ratera · Upload image           |
| Lâu đài Cung điện Montcortés                    | Di tích Lâu đài     | Els Plans de Sió           | 41°42′24″B 1°13′48″Đ / 41,706608°B 1,229982°Đ | RI-51-0006853       | 21-02-1989           | Castillo Palacio de Montcortés · Upload image      |
| Nhà thờ San Esteban Pelagalls                   | Di tích Nhà thờ     | Els Plans de Sió Pelagalls | 41°45′07″B 1°12′12″Đ / 41,751947°B 1,203311°Đ | RI-51-0005098       | 11-10-1982           | Iglesia de San Esteban de Pelagalls · Upload image |
| Tường thành và cổng Arango (Recinto amurallado) | Di tích Tường thành | Els Plans de Sió           | 41°42′20″B 1°13′06″Đ / 41,705482°B 1,218422°Đ | RI-51-0006432       | 08-11-1988           | Murallas y puerta de Arango · Upload image         |
| Tháp Joiells                                    | Di tích Tháp        | Els Plans de Sió           |                                               | RI-51-0006436       | 08-11-1988           | Upload image                                       |

#### Estaràs(Estaràs)
| Tên                      | Dạng            | Địa điểm | Tọa độ                                        | Số hồ sơ tham khảo? | Ngày nhận danh hiệu? | Hình ảnh                                    |
| ------------------------ | --------------- | -------- | --------------------------------------------- | ------------------- | -------------------- | ------------------------------------------- |
| Lâu đài Alta-riba        | Di tích Lâu đài | Estarás  | 41°42′44″B 1°21′55″Đ / 41,712197°B 1,365245°Đ | RI-51-0006323       | 08-11-1988           | Castillo de Alta-riba · Upload image        |
| Lâu đài Estarás          | Di tích Lâu đài | Estarás  | 41°41′32″B 1°22′41″Đ / 41,692095°B 1,378011°Đ | RI-51-0006322       | 08-11-1988           | Castillo de Estarás · Upload image          |
| Lâu đài Ferrán           | Di tích Lâu đài | Estarás  | 41°43′46″B 1°23′45″Đ / 41,729548°B 1,395938°Đ | RI-51-0006324       | 08-11-1988           | Upload image                                |
| Lâu đài Majanell         | Di tích Lâu đài | Estarás  | 41°43′33″B 1°22′56″Đ / 41,725787°B 1,382322°Đ | RI-51-0006476       | 08-11-1988           | Upload image                                |
| Lâu đài Vergos Guerrejat | Di tích Lâu đài | Estarás  | 41°40′36″B 1°21′11″Đ / 41,676537°B 1,353066°Đ | RI-51-0006325       | 08-11-1988           | Castillo de Vergos Guerrejat · Upload image |

### G

#### Granyanella(Granyanella)
| Tên                | Dạng            | Địa điểm   | Tọa độ                                        | Số hồ sơ tham khảo? | Ngày nhận danh hiệu? | Hình ảnh                                |
| ------------------ | --------------- | ---------- | --------------------------------------------- | ------------------- | -------------------- | --------------------------------------- |
| Lâu đài Fonolleres | Di tích Lâu đài | Grañanella | 41°39′29″B 1°12′10″Đ / 41,658026°B 1,202682°Đ | RI-51-0006341       | 08-11-1988           | Castillo de Fonolleres · Upload image   |
| Lâu đài Grañanella | Di tích Lâu đài | Grañanella | 41°38′55″B 1°13′23″Đ / 41,648615°B 1,222953°Đ | RI-51-0006339       | 08-11-1988           | Castillo de Grañanella · Upload image   |
| Lâu đài Curullada  | Di tích Lâu đài | Grañanella | 41°39′56″B 1°13′37″Đ / 41,665665°B 1,22708°Đ  | RI-51-0006340       | 08-11-1988           | Castillo de la Curullada · Upload image |
| Tháp Saportella    | Di tích Tháp    | Grañanella | 41°39′29″B 1°12′44″Đ / 41,658084°B 1,212168°Đ | RI-51-0006342       | 08-11-1988           | Torre de Saportella · Upload image      |

#### Granyena de Segarra(Granyena de Segarra)
| Tên                         | Dạng                | Địa điểm | Tọa độ                                        | Số hồ sơ tham khảo? | Ngày nhận danh hiệu? | Hình ảnh                                      |
| --------------------------- | ------------------- | -------- | --------------------------------------------- | ------------------- | -------------------- | --------------------------------------------- |
| Recinto Fortificado Grañena | Di tích Tường thành | Grañena  | 41°37′26″B 1°14′43″Đ / 41,623955°B 1,245281°Đ | RI-51-0006343       | 08-11-1988           | Recinto Fortificado de Grañena · Upload image |
| Lâu đài Grañena             | Di tích Lâu đài     | Grañena  | 41°37′13″B 1°14′56″Đ / 41,620388°B 1,24881°Đ  | RI-51-0006344       | 08-11-1988           | Upload image                                  |

#### Guissona(Guissona)
| Tên                         | Dạng                | Địa điểm | Tọa độ                                        | Số hồ sơ tham khảo? | Ngày nhận danh hiệu? | Hình ảnh                                    |
| --------------------------- | ------------------- | -------- | --------------------------------------------- | ------------------- | -------------------- | ------------------------------------------- |
| Tường thành và Cổng Guisona | Di tích Tường thành | Guisona  | 41°47′11″B 1°17′19″Đ / 41,786372°B 1,28858°Đ  | RI-51-0006348       | 08-11-1988           | Murallas y Puerta de Guisona · Upload image |
| Obra Fluviá                 | Di tích             | Guisona  | 41°47′20″B 1°17′58″Đ / 41,788751°B 1,299363°Đ | RI-51-0006349       | 08-11-1988           | Obra de Fluviá · Upload image               |
| Iesso                       | Khu khảo cổ         | Guisona  |                                               | RI-55-0000487       | 01-08-1995           | Upload image                                |

### I

#### Ivorra(Ivorra)
| Tên            | Dạng            | Địa điểm | Tọa độ                                        | Số hồ sơ tham khảo? | Ngày nhận danh hiệu? | Hình ảnh                          |
| -------------- | --------------- | -------- | --------------------------------------------- | ------------------- | -------------------- | --------------------------------- |
| Lâu đài Iborra | Di tích Lâu đài | Iborra   | 41°46′18″B 1°23′44″Đ / 41,771742°B 1,395448°Đ | RI-51-0006361       | 08-11-1988           | Castillo de Iborra · Upload image |

### M

#### Massoteres(Massoteres)
| Tên              | Dạng                                | Địa điểm  | Tọa độ                                       | Số hồ sơ tham khảo? | Ngày nhận danh hiệu? | Hình ảnh                            |
| ---------------- | ----------------------------------- | --------- | -------------------------------------------- | ------------------- | -------------------- | ----------------------------------- |
| Lâu đài Talteüll | Di tích Kiến trúc phòng thủ Lâu đài | Masoteras | 41°49′10″B 1°19′42″Đ / 41,819384°B 1,32834°Đ | RI-51-0006388       | 08-11-1988           | Castillo de Talteüll · Upload image |

#### Montoliu de Segarra(Montoliu de Segarra)
| Tên                      | Dạng            | Địa điểm            | Tọa độ                                        | Số hồ sơ tham khảo? | Ngày nhận danh hiệu? | Hình ảnh                                       |
| ------------------------ | --------------- | ------------------- | --------------------------------------------- | ------------------- | -------------------- | ---------------------------------------------- |
| Lâu đài Ametlla          | Di tích Lâu đài | Montolíu de Cervera | 41°34′33″B 1°14′24″Đ / 41,575931°B 1,239924°Đ | RI-51-0006398       | 08-11-1988           | Castillo de Ametlla · Upload image             |
| Lâu đài Guardia Lada     | Di tích Lâu đài | Montolíu de Cervera | 41°35′24″B 1°17′34″Đ / 41,589869°B 1,292806°Đ | RI-51-0006399       | 08-11-1988           | Castillo de Guardia Lada · Upload image        |
| Lâu đài Montolíu Cervera | Di tích Lâu đài | Montolíu de Cervera | 41°35′25″B 1°16′10″Đ / 41,590304°B 1,269499°Đ | RI-51-0006397       | 08-11-1988           | Castillo de Montolíu de Cervera · Upload image |

#### Montornès de Segarra(Montornès de Segarra)
| Tên                       | Dạng            | Địa điểm             | Tọa độ                                        | Số hồ sơ tham khảo? | Ngày nhận danh hiệu? | Hình ảnh                                        |
| ------------------------- | --------------- | -------------------- | --------------------------------------------- | ------------------- | -------------------- | ----------------------------------------------- |
| Lâu đài Montornés Segarra | Di tích Lâu đài | Montornés de Segarra | 41°36′05″B 1°13′46″Đ / 41,601403°B 1,229489°Đ | RI-51-0006400       | 08-11-1988           | Castillo de Montornés de Segarra · Upload image |

### O

#### Les Oluges(Les Oluges)
| Tên                                   | Dạng                | Địa điểm                  | Tọa độ                                        | Số hồ sơ tham khảo? | Ngày nhận danh hiệu? | Hình ảnh                                                |
| ------------------------------------- | ------------------- | ------------------------- | --------------------------------------------- | ------------------- | -------------------- | ------------------------------------------------------- |
| Lâu đài Oluja Baja                    | Di tích Lâu đài     | Olujas                    | 41°41′50″B 1°19′09″Đ / 41,697204°B 1,319263°Đ | RI-51-0006413       | 08-11-1988           | Castillo de la Oluja Baja · Upload image                |
| Recinto amurallado Montfalcó Murallat | Di tích Tường thành | Olujas Montfalcó Murallat | 41°41′19″B 1°20′23″Đ / 41,688711°B 1,339706°Đ | RI-51-0006415       | 08-11-1988           | Recinto amurallado de Montfalcó Murallat · Upload image |
| Recinto amurallado Santa Fe           | Di tích Tường thành | Olujas Santa Fe           | 41°41′58″B 1°21′49″Đ / 41,699512°B 1,363668°Đ | RI-51-0006416       | 08-11-1988           | Recinto amurallado de Santa Fe · Upload image           |
| Tháp Olujas                           | Di tích Tháp        | Olujas                    | 41°41′55″B 1°18′56″Đ / 41,69871°B 1,315658°Đ  | RI-51-0006414       | 08-11-1988           | Upload image                                            |

### R

#### Ribera del Ondara(Ribera d'Ondara)
| Tên                                             | Dạng                                | Địa điểm          | Tọa độ                                        | Số hồ sơ tham khảo? | Ngày nhận danh hiệu? | Hình ảnh                            |
| ----------------------------------------------- | ----------------------------------- | ----------------- | --------------------------------------------- | ------------------- | -------------------- | ----------------------------------- |
| Lâu đài Brianco                                 | Di tích Kiến trúc phòng thủ Lâu đài | Ribera del Ondara |                                               | RI-51-0006456       | 08-11-1988           | Castillo de Brianco · Upload image  |
| Lâu đài Gramuntell                              | Di tích Lâu đài                     | Ribera del Ondara |                                               | RI-51-0006460       | 08-11-1988           | Upload image                        |
| Lâu đài Llindars                                | Di tích Lâu đài                     | Ribera del Ondara | 41°36′12″B 1°18′00″Đ / 41,603368°B 1,300046°Đ | RI-51-0006459       | 08-11-1988           | Upload image                        |
| Lâu đài Montlleó                                | Di tích Lâu đài                     | Ribera del Ondara | 41°38′38″B 1°21′45″Đ / 41,644024°B 1,362564°Đ | RI-51-0006457       | 08-11-1988           | Castillo de Montlleó · Upload image |
| Lâu đài Rubinat                                 | Di tích Lâu đài                     | Ribera del Ondara | 41°37′28″B 1°19′09″Đ / 41,624476°B 1,319305°Đ | RI-51-0006458       | 08-11-1988           | Upload image                        |
| Lâu đài Timor                                   | Di tích Lâu đài                     | Ribera del Ondara | 41°38′34″B 1°19′46″Đ / 41,642664°B 1,329399°Đ | RI-51-0006461       | 08-11-1988           | Castillo de Timor · Upload image    |
| Lâu đài Cung điện Aimeric (Lâu đài Sant Antolí) | Di tích Lâu đài                     | Ribera del Ondara | 41°37′32″B 1°20′28″Đ / 41,625692°B 1,340988°Đ | RI-51-0006455       | 08-11-1988           | Upload image                        |

### S

#### Sanaüja(Sanaüja)
| Tên              | Dạng            | Địa điểm | Tọa độ                                        | Số hồ sơ tham khảo? | Ngày nhận danh hiệu? | Hình ảnh                            |
| ---------------- | --------------- | -------- | --------------------------------------------- | ------------------- | -------------------- | ----------------------------------- |
| Lâu đài Sanahuja | Di tích Lâu đài | Sanahuja | 41°52′40″B 1°18′37″Đ / 41,877858°B 1,310174°Đ | RI-51-0006466       | 08-11-1988           | Castillo de Sanahuja · Upload image |

#### Sant Guim de Freixenet(Sant Guim de Freixenet)
| Tên                                   | Dạng                                | Địa điểm                                    | Tọa độ                                        | Số hồ sơ tham khảo? | Ngày nhận danh hiệu? | Hình ảnh                                                   |
| ------------------------------------- | ----------------------------------- | ------------------------------------------- | --------------------------------------------- | ------------------- | -------------------- | ---------------------------------------------------------- |
| Bodega Cooperativa San Guim Freixanet | Di tích Bodega                      | San Guim de Freixanet                       | 41°39′16″B 1°24′59″Đ / 41,654333°B 1,416308°Đ | RI-51-0010509       | 30-05-2000           | Bodega Cooperativa de San Guim de Freixanet · Upload image |
| Lâu đài Tallada                       | Di tích Kiến trúc phòng thủ Lâu đài | San Guim de Freixanet La Tallada de Segarra | 41°38′27″B 1°24′59″Đ / 41,640815°B 1,416375°Đ | RI-51-0006471       | 08-11-1988           | Castillo de la Tallada · Upload image                      |
| Lâu đài Santa María                   | Di tích Lâu đài                     | San Guim de Freixanet                       | 41°40′52″B 1°24′18″Đ / 41,681168°B 1,404873°Đ | RI-51-0006470       | 08-11-1988           | Upload image                                               |
| Lâu đài Vilalta                       | Di tích Lâu đài                     | San Guim de Freixanet                       | 41°38′28″B 1°26′19″Đ / 41,641012°B 1,438691°Đ | RI-51-0006472       | 08-11-1988           | Upload image                                               |

#### Sant Ramon(Sant Ramon)
| Tên                       | Dạng                             | Địa điểm  | Tọa độ                                        | Số hồ sơ tham khảo? | Ngày nhận danh hiệu? | Hình ảnh                                     |
| ------------------------- | -------------------------------- | --------- | --------------------------------------------- | ------------------- | -------------------- | -------------------------------------------- |
| Lâu đài Gospí             | Di tích Lâu đài                  | San Ramón | 41°44′18″B 1°20′59″Đ / 41,738389°B 1,349639°Đ | RI-51-0006477       | 08-11-1988           | Upload image                                 |
| Lâu đài Manresana         | Di tích Casillo                  | San Ramón | 41°43′29″B 1°21′24″Đ / 41,724604°B 1,356732°Đ | RI-51-0006474       | 08-11-1988           | Upload image                                 |
| Tu viện San Ramón Portell | Di tích Tu viện                  | San Ramón | 41°43′33″B 1°22′09″Đ / 41,72597°B 1,36914°Đ   | RI-51-0004424       | 21-03-1980           | Santuario de San Ramón Nonato · Upload image |
| Tháp Portell              | Di tích Kiến trúc phòng thủ Tháp | San Ramón | 41°44′31″B 1°23′04″Đ / 41,742018°B 1,384392°Đ | RI-51-0006475       | 08-11-1988           | Torre del Portell · Upload image             |

### T

#### Talavera, Lleida
| Tên              | Dạng            | Địa điểm | Tọa độ                                        | Số hồ sơ tham khảo? | Ngày nhận danh hiệu? | Hình ảnh     |
| ---------------- | --------------- | -------- | --------------------------------------------- | ------------------- | -------------------- | ------------ |
| Lâu đài Bellmunt | Di tích Lâu đài | Talavera | 41°35′36″B 1°23′58″Đ / 41,593348°B 1,399335°Đ | RI-51-0006495       | 08-11-1988           | Upload image |
| Lâu đài Pavía    | Di tích Lâu đài | Talavera | 41°35′53″B 1°20′48″Đ / 41,598076°B 1,346556°Đ | RI-51-0006494       | 08-11-1988           | Upload image |
| Lâu đài Talavera | Di tích Lâu đài | Talavera | 41°34′56″B 1°20′15″Đ / 41,582184°B 1,337484°Đ | RI-51-0006493       | 08-11-1988           | Upload image |

#### Torà(Torà)
| Tên                                        | Dạng                | Địa điểm | Tọa độ                                        | Số hồ sơ tham khảo? | Ngày nhận danh hiệu? | Hình ảnh                                                              |
| ------------------------------------------ | ------------------- | -------- | --------------------------------------------- | ------------------- | -------------------- | --------------------------------------------------------------------- |
| Lâu đài Aguda                              | Di tích Lâu đài     | Torá     | 41°49′07″B 1°24′04″Đ / 41,818733°B 1,40123°Đ  | RI-51-0006507       | 08-11-1988           | Castillo de la Aguda · Upload image                                   |
| Lâu đài Llanera                            | Di tích Lâu đài     | Torá     | 41°52′04″B 1°28′52″Đ / 41,867769°B 1,480989°Đ | RI-51-0006508       | 08-11-1988           | Castillo de Llanera · Upload image                                    |
| Tu viện Santos Celdoni và Ermenter Cellers | Di tích Tu viện     | Torá     | 41°48′55″B 1°29′17″Đ / 41,815264°B 1,487979°Đ | RI-51-0005092       | 25-03-1985           | Monasterio de los Santos Celdoni y Ermenter de Cellers · Upload image |
| Cổng và Tường thành Torá                   | Di tích Tường thành | Torá     | 41°48′47″B 1°24′16″Đ / 41,813006°B 1,404311°Đ | RI-51-0006506       | 08-11-1988           | Puerta y Murallas de Torá · Upload image                              |
| Tháp Vallferosa                            | Di tích Tháp        | Torá     | 41°51′42″B 1°26′44″Đ / 41,861694°B 1,445513°Đ | RI-51-0006509       | 08-11-1988           | Torre de Vallferosa · Upload image                                    |

#### Torrefeta i Florejacs(Torrefeta i Florejacs)
| Tên                           | Dạng                                    | Địa điểm             | Tọa độ                                        | Số hồ sơ tham khảo? | Ngày nhận danh hiệu? | Hình ảnh                                        |
| ----------------------------- | --------------------------------------- | -------------------- | --------------------------------------------- | ------------------- | -------------------- | ----------------------------------------------- |
| Lâu đài Bellvehí              | Di tích Lâu đài                         | Torreflor Bellvehí   | 41°45′19″B 1°17′30″Đ / 41,75526°B 1,29178°Đ   | RI-51-0006520       | 08-11-1988           | Castillo de Bellvehí · Upload image             |
| Lâu đài Florejachs            | Di tích Lâu đài                         | Torreflor Florejachs | 41°48′02″B 1°12′51″Đ / 41,800621°B 1,21413°Đ  | RI-51-0005077       | 28-04-1983           | Castillo de Florejachs · Upload image           |
| Lâu đài Morana                | Di tích Lâu đài                         | Torreflor            | 41°46′55″B 1°15′49″Đ / 41,782036°B 1,26349°Đ  | RI-51-0006514       | 08-11-1988           | Castillo de la Morana · Upload image            |
| Lâu đài Sitges                | Di tích Lâu đài                         | Torreflor            | 41°48′58″B 1°13′41″Đ / 41,816234°B 1,227978°Đ | RI-51-0006513       | 08-11-1988           | Castillo de las Sitges · Upload image           |
| Lâu đài Llor                  | Di tích Lâu đài                         | Torreflor            | 41°44′47″B 1°18′31″Đ / 41,746285°B 1,308539°Đ | RI-51-0006518       | 08-11-1988           | Upload image                                    |
| Lâu đài Meiá                  | Di tích Lâu đài                         | Torreflor            | 41°44′06″B 1°18′06″Đ / 41,734941°B 1,301754°Đ | RI-51-0006519       | 08-11-1988           | Castillo de Meiá · Upload image                 |
| Núcleo Palou Sanauja          | Di tích                                 | Torreflor            | 41°49′05″B 1°15′03″Đ / 41,818078°B 1,250797°Đ | RI-51-0006517       | 08-11-1988           | Upload image                                    |
| Recinto Fortificado Torrefeta | Di tích Kiến trúc phòng thủ Tường thành | Torreflor Torrefeta  | 41°45′15″B 1°16′28″Đ / 41,75406°B 1,274334°Đ  | RI-51-0006516       | 08-11-1988           | Recinto Fortificado de Torrefeta · Upload image |
| Tháp và recinto Morana        | Di tích Kiến trúc phòng thủ Tháp        | Torreflor            | 41°46′50″B 1°15′44″Đ / 41,780547°B 1,262346°Đ | RI-51-0006515       | 08-11-1988           | Torre y recinto de la Morana · Upload image     |